# Guigang
Guigang is een stad in de gelijknamige prefectuur in de zuidelijke regio Guangxi, Volksrepubliek China. Bij de volkstelling van 2020 had de stad 921.440 inwoners, de gehele prefectuur had 4.316.262 inwoners.
Andere grote steden in de prefectuur zijn Guiping en Pingnan.

## Bestuurlijke verdeling
Guigang bestaat uit 1 arrondissementstad, 3 districten en 1 arrondissement.
arrondissementstad:
- Guiping (桂平市)

districten:
- Gangbei (港北区)
- Gangnan (港南区)
- Tantang (覃塘管理区)

arrondissement:
- Pingnan (平南县)